# آن لينيت
'آن' لينيت (بالدنماركية: Anne Linnet)‏ (ولدت في 30 يوليو 1953 في آرهوس، في الدنمارك) هي مغنية، موسيقارة وملحنة دنماركية. أصدرت عددًا من الألبومات المنفردة، وكانت عضوًا في العديد من الفرق الموسيقية، مثل «شيت آند شانيل» و«آن لينيت باند» و«مركويز ساد». هي واحدة من مجموعة صغيرة من الموسيقيين ومؤلفي الأغاني الدنماركيين الذين يتمتعون بشعبية دائمة منذ سنوات عديدة. وهي، منذ أكثر من ثلاثة عقود ونصف، شخصية مميزة في المشهد الموسيقي الدنماركي ولها قيمتها الكبيرة ككاتبة وملحنة. تشتهر آن لينيت بكلماتها المكتوبة والنزيهة، واستكشافاتها عددا من أنواع الموسيقى، ورغبتها المستمرة في تجربة شيء جديد. في عام 2008 حصلت على جائزة الشرف من الاتحاد الدولي للصناعة الفونوغرافية الدنماركي عن عملها لسنوات عديدة في الساحة الموسيقية الدنماركية.
لبنيت مشهورا باغانيها وكلمات أغانيها ومواقفها النسوية، والسياسية، إضافة إلى كونها من أشهر مزدوجي الميول الجنسية في الدنمارك.

## المسيرة الفنية

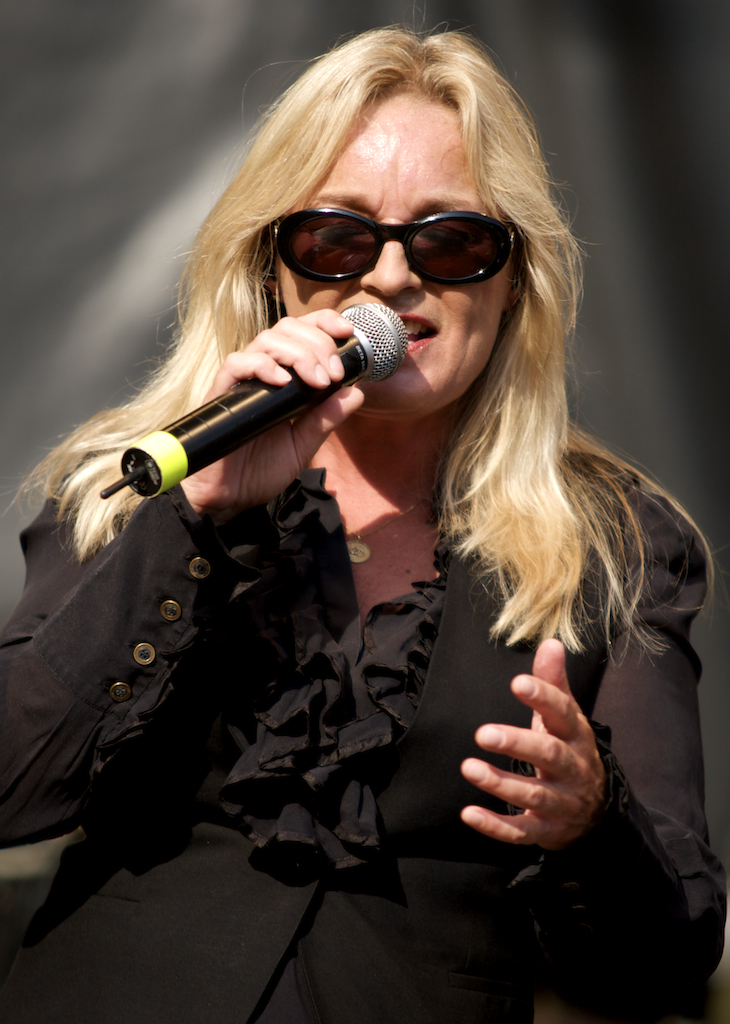
آن لينيت في عام 2009

كان أول ظهور موسيقي لآن لينيت في سن 17، في عام 1970، مع فرقة «تيرز» في آرهوس، والتي أصدرت معها ألبومين. وفي عام 1973، كانت واحدة من الأعضاء المؤسسين لفرقة «شيت آند شانيل»، وهي فرقة نسائية بالكامل، أصدرت أربعة ألبومات في سبع سنوات معًا. كانت أغنية «جميل ومحبوب» (بالدنماركية: Smuk og Dejlig)‏، إحدى أشهر أغانيها، وقد كتبت بواسطة آن لينيت. أحد أسباب انقسام الفرقة هو ربح شانيل لدعوى قضائية ضدهم، فيما يتعلق باستخدام اسم «شانيل». بعد ذلك، شعر أعضاء الفرقة بالحاجة إلى الانتقال والقيام بشيء جديد.
بعد انقسام «شيت آند شانيل»، شكلت آن لينيت «فرقة آن لينيت» مع مغنيين آخرين، والتي أصدرت ألبومين في عامي 1981 و 1982 على التوالي.
في عام 1983، شكلت فرقة جديدة:«ماركويز دي ساد». أصدرت الفرقة البومين اثنين. وخلقوا في ذلك الوقت بعض الجدل، وأصبحوا معروفين ببعض أغانيهم ذات المواضيع السادية مازوخية كأغنية «مارويز دب ساد» (بالدنماركية: Marquis de Sade")‏ والمواضيع حول المثلية بين النساء كأغنيتي «سلم على أمك»(بالدنماركية: Hils din mor)‏،(بالدنماركية: Venus)‏.
في عام 1986، كتبت آن لينت الموسيقى للفيلم، "شارع الطفولة" (بالدنماركية: Barndommens Gade)‏ استنادا إلى رواية تحمل نفس الاسم من قبل الشاعر الدانمركي توفي ديتليفسن. انها وضعت عددا من قصائد توفي ديتليفسن إلى أغناني، والتي صدرت في الألبوم "بارندومينز غادي. وقد حققت القصيدة/الأغنية "بارندومينز غادي" نجاحا كبيرا.
بعد انقسام «شيت آند شانيل»، شكلت آن لينيت «فرقة آن لينيت» مع مغنيين آخرين، والتي أصدرت ألبومين في عامي 1981 و 1982 على التوالي.
في عام 1983، شكلت فرقة جديدة:«ماركويز دي ساد». أصدرت الفرقة البومين اثنين. وخلقوا في ذلك الوقت بعض الجدل، وأصبحوا معروفين ببعض أغانيهم ذات المواضيع السادية مازوخية كأغنية «مارويز دب ساد» (بالدنماركية: Marquis de Sade")‏ والمواضيع حول المثلية بين النساء كأغنيتي «سلم على أمك»(بالدنماركية: Hils din mor)‏، «فينوس»(بالدنماركية: Venus)‏.
في عام 1986، كتبت آن لينت الموسيقى للفيلم، "شارع الطفولة" (بالدنماركية: Barndommens Gade)‏ استنادا إلى رواية تحمل نفس الاسم من قبل الشاعر الدانمركي توفي ديتليفسن. انها وضعت عددا من قصائد توفي ديتليفسن إلى أغناني، والتي صدرت في الألبوم "بارندومينز غادي. وقد نالت القصيدة/الأغنية "بارندومينز غادي" نجاحا.
في عام 1989، أصدرت ألبوم «مين سانغ» (بالدنماركية: Min Sang)‏ بالتعاون مع الكاهن الدنمركي والمؤلف والمحاضر يوهانس موليهايف. يحتوي الألبوم على قصائد مستوحاة من إيمانها المسيحي. وقد تعاونا في وقت لاحق على سلسلة من الحفلات والمحاضرات في الكنيسة.
في عام 1996، كتبت لينيت أوبرا، «ثورفالدسن» عن النحات الدانمركي، الذي عاش في القرن 19، بيرتيل ثورفالدسن.
وقد كتبت آن لينيت أيضا العديد من الكتب. في عام 1983، نشرت مجموعة من القصائد. ونشرت في عام 1999، «لمحات» الجزء الأول من سيرتها الذاتية؛ «من أين تأتي الأحلام؟» (بالدنماركية: Hvor kommer drømmene fra؟)‏، وفي عام 2000، أربعة كتب قصيرة للأطفال حول الكلب إيفان.
في عام 2006، قامت بعرض لوحاتها الزيتية في كوبنهاغن.
في عام 2007، أصدرت ألبومها المنفرد «أكفاريوم» (بالدنماركية: Akvarium)‏ الذي حقق نجاحا.
في 20 أغسطس 2012 أعلن أن لينيت ستكون حكما في الجزء السادس من النسخة الدنماركية لبرنامج ذا إكس فاكتور ولأسباب غير معروفة، لم تعد كقاض للموسم السابع.

## الحياة الخاصة
لينيت مزدوجة الميول الجنسية وأقامت علاقات عاطفية مع الذكور والإناث على حد سواء، وقد أصبحت، مع مرور الوقت، رمزًا لمزدوجي الميول الجنسية في الدنمارك.
وقد تزوجت في السابق من مغني الجاز هوغر لومان وطلقا عام 1985، ولها منه ولدان. كما تبنت ولدين آخرين من رومانيا. وفي عام 2010، دخلت آن لينيت مع شريكتها تيسا فرانك لينيت في شراكة مسجلة. وللشريكتين طفلان، إيزولدي إليزابيث، ونيمو. أعلنت لينيت في ديسمبر 2013، عن قطعها علاقتها مع تيسا فرانك.

## وصلات خارجية
- الموقع الرسمي (بالدنماركية)
- آن لينيت على موقع IMDb (الإنجليزية)
- آن لينيت على موقع ميوزك برينز (الإنجليزية)
- آن لينيت على موقع أول موفي (الإنجليزية)
- آن لينيت على موقع قاعدة بيانات الأفلام السويدية (السويدية)
- آن لينيت على موقع أول ميوزيك (الإنجليزية)
- آن لينيت على موقع ديسكوغز (الإنجليزية)
- آن لينيت على موقع كينوبويسك (الروسية)